# كارا لوسون
كارا لوسون (بالإنجليزية: Kara Lawson)‏ مواليد 14 فبراير 1981 في الإسكندرية، هي لاعبة كرة سلة أمريكية سابقة أصبحت مدربة بدأت مسيرتها الاحترافية في سنة 2003. تم اختيارها من قبل فريق ديترويت شوك خلال الدرافت. شاركت في دورة الألعاب الأولمبية الصيفية سنة 2008. فازت بلقب دوري المحترفات.

## المسيرة الاحترافية
لعبت مع ساكرامنتو موناركس من سنة 2003 إلى 2009، ثم لعبت مع كونيتيكت صن من سنة 2010 إلى 2013، ثم لعبت مع واشنطن ميستيكس في موسم 2014–2015.

## الميداليات
| الميدالية | المسابقة                       |
| --------- | ------------------------------ |
| ذهبية     | الألعاب الأولمبية الصيفية 2008 |

## روابط خارجية
- كارا لوسون على موقع الاتحاد الدولي لكرة السلة (الإنجليزية)
- كارا لوسون على موقع الاتحاد الوطني لكرة السلة النسائية (الإنجليزية)
- كارا لوسون على موقع كرة السلة الأوروبية.كوم (الإنجليزية)
- كارا لوسون على موقع كلية كرة السلة في سبورتس رفرنس.كوم (الإنجليزية)
- كارا لوسون على موقع بروبوليرز (الإنجليزية)
- كارا لوسون على موقع سبورتس رفرنس (الإنجليزية)
- كارا لوسون على موقع كلية كرة السلة في سبورتس رفرنس.كوم (الإنجليزية)
- كارا لوسون على موقع سبورتس رفرنس (الإنجليزية)
- كارا لوسون على موقع أوليمبيديا (الإنجليزية)
- كارا لوسون على موقع قاعة فرجينيا للمشاهير الرياضية (الإنجليزية)